# Окоронкво, Соломон
Соломо́н Ндубиси Окоро́нкво (англ. Solomon Ndubisi Okoronkwo; 2 марта 1987, Энугу) — нигерийский футболист, нападающий.

## Карьера
В январе 2005 года участвовал в юношеском чемпионате Африки (до 20 лет), который проходил в Бенине. В финале турнира Нигерия обыграла Египет со счётом (2:0).
29 августа 2008 года подписал контракт на 2,5 года с подмосковным «Сатурном».

## Достижения
- Обладатель Кубка Норвегии: 2011
- Серебряный призёр чемпионата мира среди юниоров 2005 года
- Вице-чемпион пекинской Олимпиады-2008